# Cymbacha setosa
Cymbacha setosa är en spindelart som beskrevs av Ludwig Carl Christian Koch 1874. Cymbacha setosa ingår i släktet Cymbacha och familjen krabbspindlar.
Artens utbredningsområde är Queensland. Inga underarter finns listade i Catalogue of Life.